# Aphidura pujoli
Aphidura pujoli är en insektsart. Aphidura pujoli ingår i släktet Aphidura och familjen långrörsbladlöss. Inga underarter finns listade i Catalogue of Life.